# Wahlstrom Peak
Der Wahlstrom Peak ist ein 4677 m hoher und scharfgratiger Berggipfel im westantarktischen Ellsworthland. Er ragt 2,9 km südöstlich des Mount Vinson aus dem Vinson-Massiv in der Sentinel Range des Ellsworthgebirges auf.
Das Advisory Committee on Antarctic Names benannte ihn 2006 nach dem US-amerikanischen Bergsteiger Richard Wahlstrom, Mitglied der American Antarctic Mountaineering Expedition (1966–1967), bei der die Erstbesteigung des Vinson-Massivs und weiterer hoher Berge in der Sentinel Range gelang.